# 神戸学院大学ストーカー殺人未遂事件
神戸学院大学ストーカー殺人未遂事件（こうべがくいんだいがくストーカーさつじんみすいじけん）は、日本で起きたストーカー関連の事件。

## 概要

### 事件の発生
この事件で加害者になる男性と被害者になる女性は、2010年4月頃に交際を開始する。この時点では双方が神戸学院大学の大学生であった。だが2011年3月に女性の方から別れ話を持ち出したことで絶縁することとなった。それから加害者となる男性は神戸学院大学を卒業して埼玉県に引っ越す。それから男性は女性に復縁を迫るメールをたびたび送っていた。2011年4月17日にこの男性は、神戸学院大学のトイレで自殺未遂をしたために騒動になっていた。自殺未遂からの2日後である4月19日に女性はこのことを明石警察署に相談する。警察はこのことはストーカー行為に当たる恐れがあるとして、この男性にはこの女性に付きまとわないように注意をして、誓約書を書かせていた。
5月17日に神戸市西区の神戸学院大学有瀬キャンパスの北門付近で、付きまとわれていた女性と警察官の2人が、付きまといをしていた男性に包丁で刺された。警察官がこの刺した男性をその場で取り押さえて、殺人未遂の現行犯で逮捕をした。この男性は女性を殺すつもりで刺していた。刺した男性は刺される女性が来るのをキャンパスで待ち伏せしていたことから警察に通報して、駆けつけた警察官が女性に状況を尋ねているところで、男性は女性と警察官の2人を刺していた。男性は復縁の話し合いをすることを求めて神戸学院大学に訪れていたのだが、この話し合いを拒否されて警察を呼ばれたために殺すつもりで刺していた。事件が発生する約10分前に女性が警察に通報して警察官3人が駆けつけていた。駆けつけた警察官に女性が近付いているときに、男性は背後からこの女性を刺していた。刺された警察官は、この男性を取り押さえる際に刺されていた。犯人の男性の鞄には使用した包丁のほかに、もう一本の包丁が入っていた。この包丁は事件の数日前に神戸市内のホームセンターで購入していた。

### 事件の詳細
この男性と女性は婚約をしていたものの、婚約は破棄されていた。この婚約の破棄から男性は仕事を辞めることになっていた。所持していた包丁は刃渡り約24センチメートルの柳刃包丁と、刃渡り約14センチメートルの出刃包丁の2本。包丁は脅すために用意をしており当初からの殺意は否認していたものの、警察を呼ばれたことから殺意が生まれて刺していた。男性は女性に繰り返し復縁を求めていたものの、一線を越える行為をするまでになっていた。その一線を越える行為は4月16日の夜に女性の自宅近くで待ち伏せをして、用意していたレンタカーで連れ出していた。それからレンタカーの車内でネクタイで女性の首を絞めるという暴行を行う。そしてホテルの1室で監禁状態にしていた。このような暴行が行われたことから、兵庫県警察には凶悪化するストーカーの典型的なケースと判断されていた。そして兵庫県警察は110番通報登録制度の活用を勧めるなどの具体的な対策に乗り出していた。事件当日には警察に通報したことから38秒後には重大事件を周辺警察署に知らせる緊急配備が指示されていた。大学との連携も行われており、男性が大学にいることが確認された場合には兵庫県警察と情報を共有して、女性とは接触させないようにするということが徹底されていた。大学は警備員が教室までエスコートをするというサービスも行っていた。警備員室には男性の顔写真を貼って厳重に警戒していた。だが犯行の当日には男性は帽子や眼鏡を使用して変装することで警備員室の警戒をすり抜けることができていた。このように警察による二重三重の包囲網が用意されていたのだが、これらの包囲網は突破されてしまったために、この事件が起きたことでストーカーの事件を未然に防止することは困難であるということが浮き彫りにされた。